# Рон Девіс
Рон Девіс (англ. Ron Davies, 25 травня 1942, Голівелл — 24 травня 2013, Альбукерке) — валлійський футболіст, що грав на позиції нападника за низку англійський команд, насамперед за «Саутгемптон», а також національну збірну Уельсу.

## Клубна кар'єра
Свій перший контракт уклав у 17 років з клубом четвертого дивізіону Футбольної ліги Англії «Честер Сіті», кольори якого захищав протягом 1959–1962 років. Був одним з основних бомбардирів команди, і 1962 року клуб виручив 12,2 тисяч фунтів від його продажу до друголігового «Лутон Тауна».
У Другому англійському дивізіоні 20-річний нападник не загубився, забивши в сезоні 1962/63 21 м'яч у 32 іграх. Цих голів, утім, не вистачило для збереження «Лутоном» місця на другому рівні футбольної піраміди країни. 1963 року команда понизилася в класі до Третього дивізіону, а невдовзі заробила 35 тисяч фунтів від продажу Девіса до також друголігового на той час «Норвіч Сіті».
У Норвічі валійський нападник відразу почав виправдовувати витрати на свій трансфер, забивши по голу у кожному з перших чотирьох матчів за команду. Загалом у першому сезоні відзначився за «Норвіч» 30 разів, згодом його результативність дещо знизилася, однак загалом за цю команду він забивав щонайменше у кожній жругій грі чемпіонату Англії.
1966 року гравець нарешті дебютував у Першому дивізіоні Футбольної ліги, приєднавшись напередодні сезону 1966/67 до новачка елітної ліги, «Саутгемптона», який витратив рекордні на той час для клубу 55 тисяч фунтів. І знову у керівництва його нового клубу не було приводів розчаруватися у цій інвестиції, адже і в Першому дивізіоні Девіс почав демонструвати надзвичайно високу результативність, зокрем видавши серію із десяти матчів, у яких забив 12 голів. Загалом же провів за сезон 41 гру у чемпіонаті, забивши рівно половину (37 із 74) голів «Саутгемптона». Значною мірою завляки його голам команда втрималася у Першому дивізіоні, фінішувавши двома рядками турнірної таблиці вище від зони вильоту. Наступного сезону 1967/68 валійцю вдалося забити значно менше, 28 голів, але й цього було достатньо аби удруге поспіль стати найкращим бомбардиром сезону, щоправда цього разу розділивши звання із зірковим нападником «Манчестер Юнайтед» Джорджем Бестом. Висока результативність Девіса мала для нього і негативні наслідки, адже поступово усі суперники «Сандерленда» усвідомили, звідки надходить найбільша небезпека їх воротам. Тож їх захисники почали приділяти валійцю особливу увагу, граючи проти нього іноді надзвичайно жорстко, що не лише напряму знижувало його результативність, але й спричиняло регулярні травми. Тож до 1973 року гравець, який незадовго до того був головною надією «Сандерленда» у нападі, перестав потрапляти до його основного складу. 
У квітні 1973 року перейшов до «Портсмута», а наступного року став гравцем «Манчестер Юнайтед», у складі якого майже не грав і звідки віддавався в оренду до «Міллволла», де також провів лише декілька ігор.
1976 року перебрався до США, де став гравцем «Лос-Анджелес Ацтекс», згодом також грав за «Талса Рафнекс» і «Сіетл Саундерз», доки 1979 року не оголосив про завершення кар'єри.

## Виступи за збірну
1964 року дебютував в офіційних матчах у складі національної збірної Уельсу. Протягом кар'єри у національній команді, яка тривала 11 років, провів у її формі 29 матчів, забивши 9 голів.
Помер 24 травня 2013 року на 71-му році життя в американському Альбукерке.

## Титули і досягнення
- Найкращий бомбардир Футбольної ліги Англії (2): 
  - 1966/67 (37 голів)
  - 1967/68 (28 голів, разом з Джорджем Бестом)